# Avenida República de Chile
La Avenida República de Chile es una avenida de la ciudad de Río de Janeiro, Brasil. Inicia en el cruce con la rúa do Lavradio y se extiende hasta el cruce con la rúa Senador Dantas, a la altura del Largo da Carioca, a partir de dónde cambia de nombre y continúa su trazado llamándose Avenida Almirante Barroso.
Fue abierta en 1960 en terrenos que antes estaban ocupados por el demolido Morro de Santo Antônio haciendo posible una variante para el tráfico que, proveniente de la zona norte, utilizaba la congestionada rúa do Riachuelo. En su corto recorrido, tiene importantes edificios como la sede de Petrobras y del Banco Nacional de Desarrollo Económico y Social (BNDES), de Rio Metropolitan, el Conjunto Cultural de la Caixa Econômica Federal y la Catedral de São Sebastião do Rio de Janeiro.